# Пятница

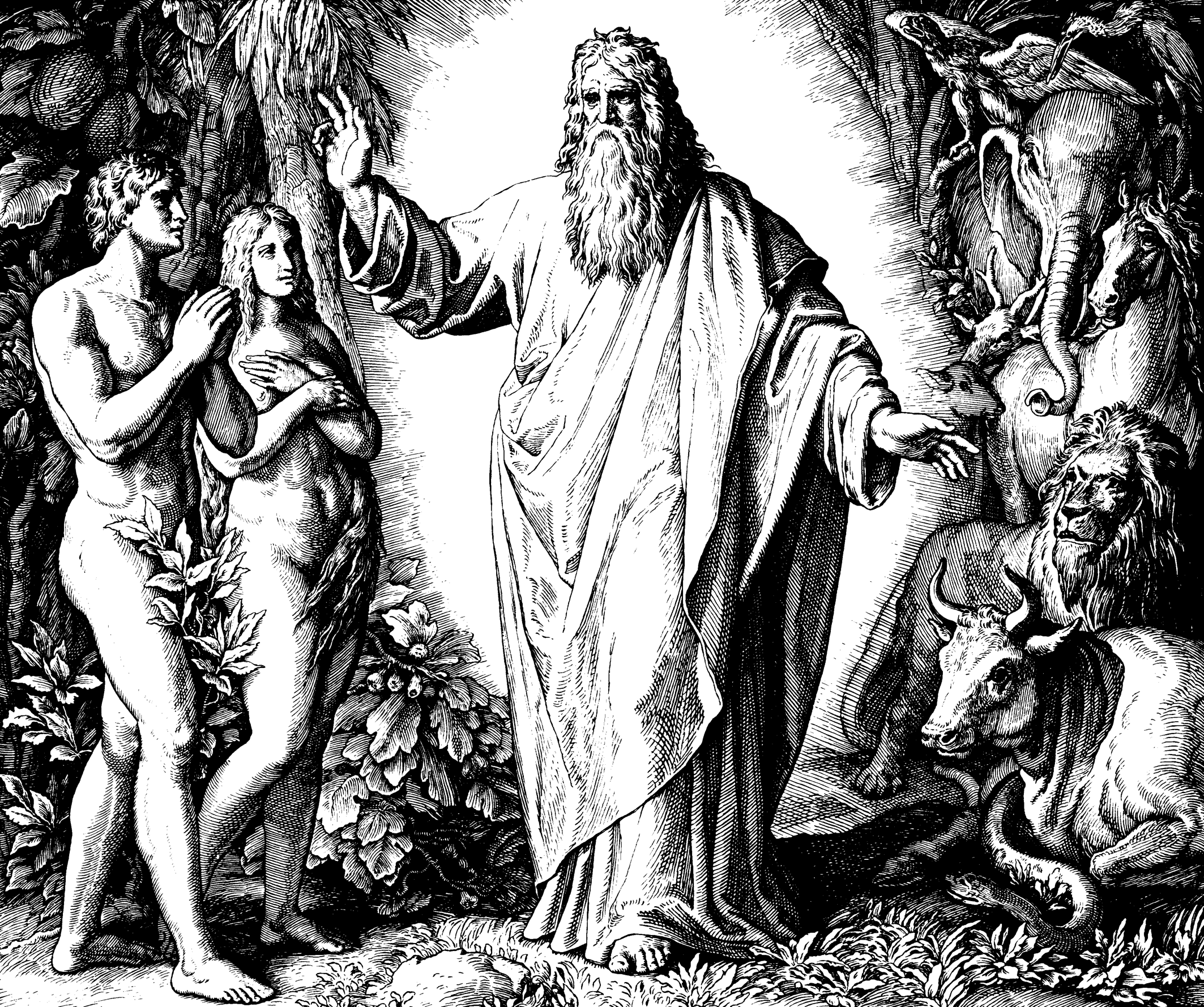
Шестой день («пятница») Божьего сотворения мира, появление зверей и человека. Гравюра Юлиуса Шнорра

Пя́тница — день недели между четвергом и субботой.

## Этимология

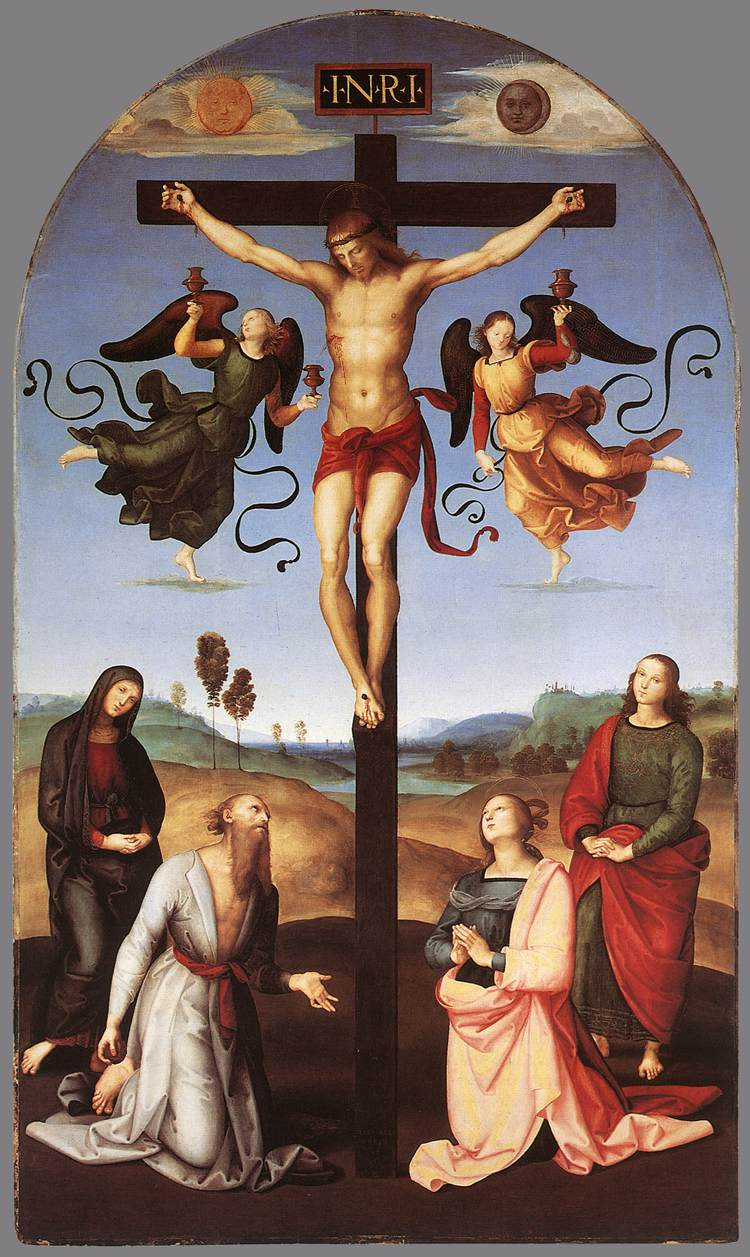
«Распятие Христово» — центральное событие христианского поста в пятницу (Рафаэль Санти, 1502—1503 гг.)

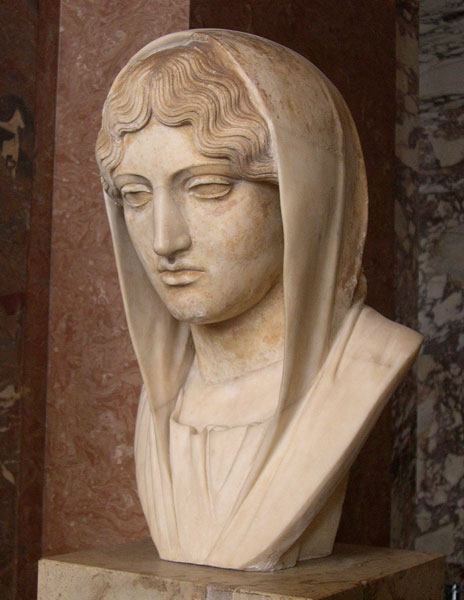
Фрагмент римской копии статуи Афродиты, богини, от которой идёт традиция называния «пятницы» в честь богини любви и её планеты во многих языках

В большинстве славянских языков, в том числе и русском, название пятницы происходит от числа «пять», поскольку пятница считалась пятым днём «по неделе» (после воскресенья): белорусский — пятніца, болгарский — петък, чешский — pátek, польский — piątek, сербский — петак, хорватский — petak, словенский — petek, словацкий — piatok, украинский — п’ятниця. В венгерском языке слово péntek является славянским заимствованием. Названия пятницы в некоторых финно-угорских языках Европейской России заимствованы из русского: карел. piätinččä, коми пекнича, мокш. пяденця.
У древних римлян пятница была посвящена Венере (калька с греческого наименования — Афродитес хемера). Эту традицию римлян в свою очередь восприняли древнегерманские племена, ассоциировав Венеру со своей богиней Фрейей. Английское название пятницы, Friday, происходит от древнеанглийского Frīġedæġ, означая «день Фригг» от имени богини скандинавской мифологии Фригги (др.-исл. Frigg — возлюбленная), жены бога Одина, богини любви, брака и деторождения. От имени Фрейи происходят названия пятницы в других германских языках: Freitag в современном немецком, Vrijdag в голландском, frjá-dagr в древнеисландском. Современная форма слова в шведском, норвежском и датском языках — fredag.
В большинстве романских языков название происходит от латинского dies Veneris, «день Венеры»: vendredi во французском, venerdì в итальянском, viernes в испанском, divendres в каталонском, vennari в корсиканском, vineri в румынском. Это также отражено в P-кельтском валлийском языке как dydd Gwener.
Греческое название пятницы — Παρασκευή — происходит от глагола παρασκευάζω «приготавливать, изготавливать», подразумевающего подготовку к праздничным для православной традиции субботе и воскресенью. Грузинское слово პარასკევი (параскеви) заимствовано из греческого языка.
В христианской традиции пятница — день поста в память о крестных страданиях Спасителя, с чем связаны её названия в некоторых европейских языках: ирл. Dé hAoine, гэльск. Di-Haoine, мэн. Jeheiney и исл. föstudagur «постный день».
В древнееврейском языке и современном иврите пятница называется יום שישי Yom Shishi «шестой день», поскольку первым днём недели считается воскресенье.
На арабском языке «пятница» — «Jum’a-tul-Mubarak», производное от «аль-джума» (мусульманской молитвы). Казахское (жұма), башкирское (йома) и татарское (җомга) слово «пятница» заимствованы из арабского.
В большинстве языков Индии, пятница — Шукравар, названа по имени бога Шукра, которое также является именем планеты Венеры на санскрите.
«Пятница», в буквальном переводе с японского, — «день золота» (яп. 金曜日 кинъё:би). Как и в случае с остальными днями недели, название произошло от имени одного из «семи светил» (яп. 七曜 ситиё:) — Венеры (яп. 金星 кинсэй, «планета Венера», букв. «золотая планета») и 曜日 ё: би — «день недели».
На корейском языке написание слова совпадает (кор. 금요일?, 金曜日?), и читается («кымёиль»).

## Место пятницы в календаре
Согласно ISO 8601 пятница считается пятым днём недели.
В иудейских и христианских религиозных традициях и в странах, где они глубоко укоренились, пятница продолжает оставаться днём шестым. В португальском используется слово sexta-feira — «шестой день литургической недели», происходящий от католического именования лат. feria VI, которое используется в религиозных текстах, где не дозволялось упоминать имена языческих богов. Как «Шестой День» четверг известен среди квакеров, которые устраняются от традиционных языческих именований пятницы.
В Саудовской Аравии и Иране, а также во многих других исламских странах неделя начинается в субботу, а заканчивается в пятницу.

## Религиозное соблюдение

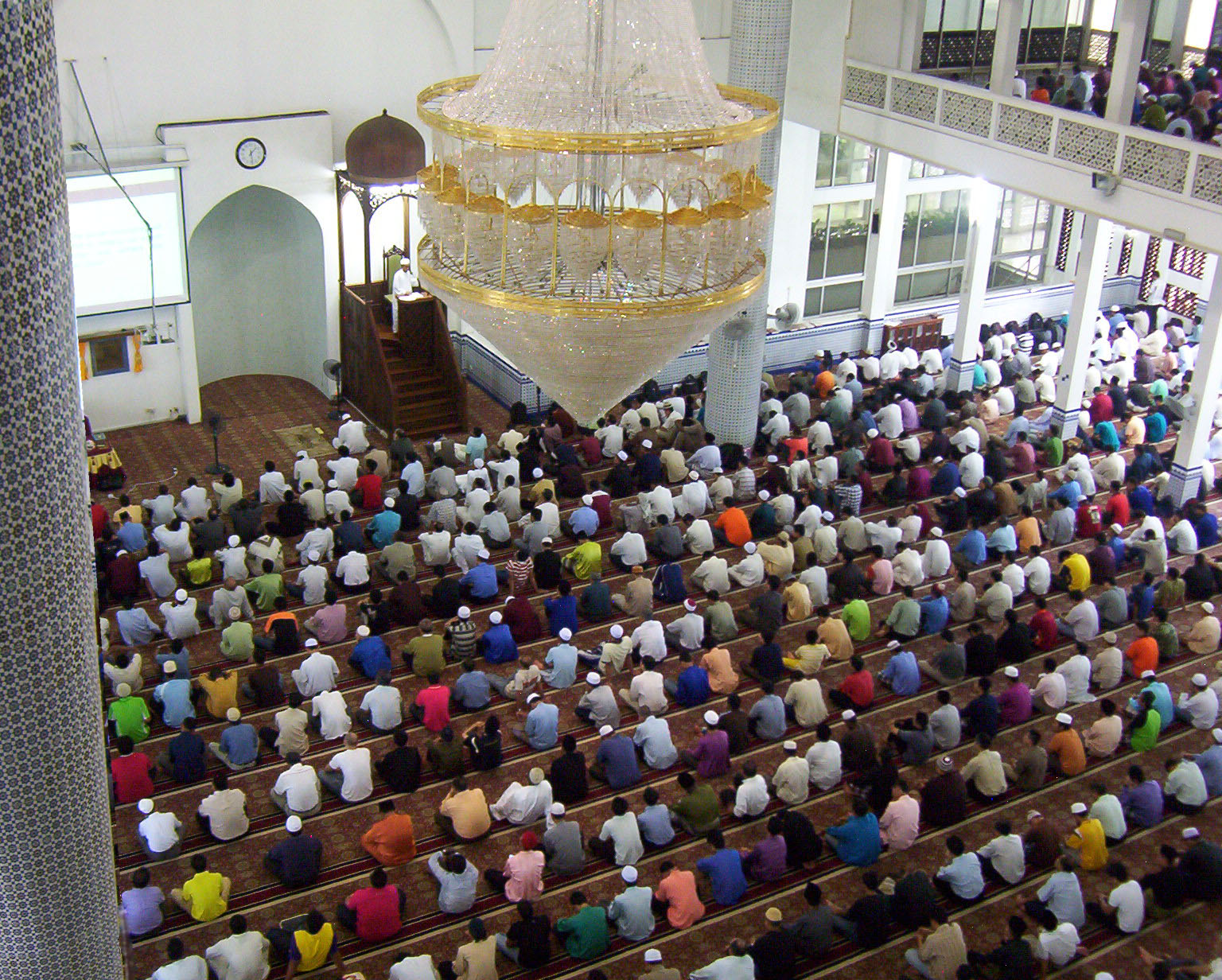
Пятничная мусульманская молитва в мечети (Малайзия)

С первых веков христианства возникает почитание пятницы, как дня крестных страданий Господа Иисуса Христа и время поста. Первое известие об этом сохранилось в «житии Константина», приписываемом епископу кесарийскому Евсевию (ум. в 340 году). В «Слове святого отца Пахомия о среде и пятке» Среда и Пятница выступают в образе двух ангелов, которые ведут в рай тех, кто свято проводил эти дни. Соблюдение поста в пятницу до того сильно привилось в русском народе, что, когда был поднят вопрос об отмене поста, если на пятницу приходится один из больших церковных праздников, то начались сильные волнения, прекратившиеся с созывом в 1168 году собора, который отменил пятничный пост для праздников Рождества Христова и Богоявления.
Православная церковь считает пятницы (так же как среды) как еженедельные дни поста в течение года (за исключением праздников и периодов, когда пост отменяется). Пост по пятницам влечёт за собой воздержание от мясных, яичных и молочных продуктов. В строгом варианте запрещена также рыба, растительное (изначально, оливковое) масло и алкоголь. В пятницу, а также в понедельник, в среду и в воскресенье, может совершаться православное венчание, если сразу после этих дней не следует большой церковный праздник или пост. Особенно отмечаются следующие пятницы:
- В среду и в пятницу Сырной седмицы совершается Аллилуйная служба без Литургии;
- В пятницу в период Великого поста совершается Литургия преждеосвященных Даров;
- В пятницу Крестопоклонной седмицы на изобразительных совершается торжественное поклонение Кресту, Который сразу после этого заносится в алтарь;
- Великая пятница перед Пасхой посвящена Распятию на кресте Иисуса Христа и Богородице, которая стояла у подножия Голгофского Креста, поэтому богослужебные гимны любой пятницы воспевают Страсти Христовы и о Его Животворящий Крест;
- После Пасхи в пятницу на Светлой седмице происходит празднование иконы Божией Матери, именуемой Живоносный Источник;
- В пятницу 7-й седмицы по Пасхе совершается отдание праздника Вознесения Господня;
- 1-я пятница Петрова поста: память преподобного Варлаама Хутынского (1192), а также Табынской и «Знамение» Курская Коренная икон Божией Матери. В России распространено празднование девятой пятницы после Пасхи: в Соликамске в этот день вспоминается чудесное избавление города от нашествия ногайцев и вогулов в 1547 году («Параскева Пятница»[5]).

Римско-католическая церковь в пост по пятницам предписывала воздерживаться от употребления в пищу мяса, хотя рыба была разрешена. «Конференция католических епископов» позволила верующим заменять пост другой формой епитимии («благотворительностью и упражнением в благочестии»). Тем не менее, большинство верующих католиков предпочитает традиционную форму епитимии в виде поста в пятницу.
Большинство верующих англикан также практикует воздержание от мясной пищи или каждую пятницу (как предписывают англиканские «Молитвенники») или по пятницам Великого поста. Консервативные методисты и баптисты также придерживаются практики поста по пятницам, согласно с местными традиционными установлениями общин.

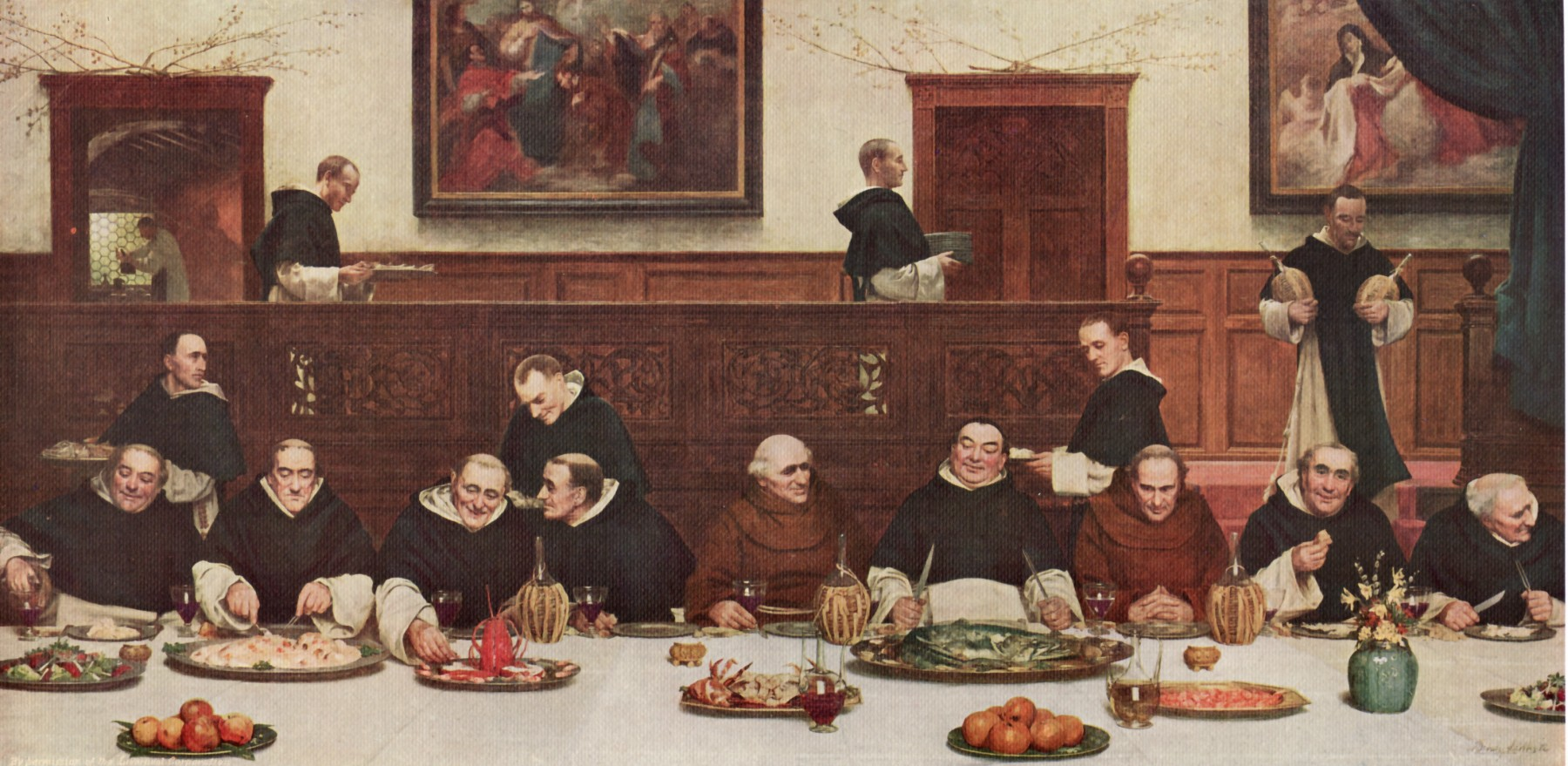
«Пятница», картина Садлера, 1883 г.

В иудаизме пятница — день подготовки к шаббату, верующие иудеи делают покупки на два дня вперёд, по всей стране раньше, чем в другие дни, закрываются магазины. Началом шаббата считается время после захода солнца в пятницу, окончанием — появление трёх первых звёзд вечером в субботу.
В исламе пятница практикуется как время службы в мечетях. Слово (الجمعة) «аль-джум’ат» (пятница), которое происходит от слова (الجمع) «джам’а» (собрание), названа так, потому что каждую неделю она собирает людей ислама для величайшего (акта) поклонения. В пятницу Аллах завершил сотворение небес и земли. В пятницу Аллах сотворил Адама, и в этот день Он ввёл его в рай, и в пятницу Он изгнал его оттуда. И в пятницу наступит Час (конец света), как об этом говорится во многих достоверных хадисах. В древние времена пятницу называли днём 'Аруба. Утверждают, что прежним народам было приказано почитать этот день, но они этого не делали. Иудеи выбрали себе днём почитания субботу, хотя Адам был сотворён не в субботу. Христиане же выбрали воскресенье, день начала творения. Поэтому для мусульман Аллах избрал пятницу, день, в который Он закончил творения. Соблюдение пятницы должно включать соблюдение мира и милосердия. Считается, что в этот день наступит Киямат (конец света). В Саудовской Аравии и Иране пятница — единственный выходной день недели. До 1 сентября 2006 года этому обычаю следовали Бахрейн и Объединённые Арабские Эмираты, теперь выходным днём в этих странах также стала суббота, в 2007 году суббота как выходной введена в Кувейте.
Пятница — также день отдыха в вере Бахаи.
В индуизме в пятницу практикуются особое почитание богинь, главным образом Дурги, Парвати, Гаури.

## Культурные традиции пятницы
У восточных славян пятница была базарным днём. После Пасхи в течение десяти недель по пятницам в России проводились ярмарочные торги («торговые пятницы»).
Некоторые работы по пятницам запрещались: женщины не должны были прясть, варить щёлок, стирать бельё, выносить из печи золу, мужчины не могли пахать и боронить. Неисполнение этих запретов якобы влекло за собой в будущей жизни наказание, как за грехи; на это указывал древний стих «Прощание души с телом», в котором душа ожидает для себя муку вечную, так как в пятницу «платье золовала, льны прядовала». В связи с этим явился взгляд на пятницу, как на день несчастный, в который нельзя предпринимать никакого дела. С другой стороны, в народе выработался взгляд на пятницу как на день счастливый для свадеб и для рождений. Якобы отдых в пятницу имеет также влияние на плодородие земли.
Почитание пятницы было распространено в Италии, Испании, Франции, Германии: в пятницу не предпринимали путешествий, нельзя было смеяться, наряжаться, причёсываться; свадьбы, совершённые в этот день, несчастливы; наоборот, родившиеся в пятницу пользуются особенными дарами (venerini), имеют власть над духами.
Среди моряков пятница считалась неудачным днём, возможно, самое устойчивое морское суеверие — о нежелательности пятницы для начала длительного плавания Адмирал XIX столетия Уильям Генри Смит в своём навигационном словаре «Глоссарий Моряка», охарактеризовал пятницу следующим образом: «В день „Infaustus“, старые моряки были настроены ничего не предпринимать, как в день зловещий».
На островах Гебриды пятница считалась удачным днём для проведения сева. Так, Великая пятница была особенно популярным днём для посадки картофеля: даже ортодоксальные католики считали обязательным для себя в этот день посадить хотя бы корзину картофеля. Вероятно, этот обычай основывался на представлении, что как Воскресение Христово следовало после Его Распятия на Кресте и похорон, подобно и семя, после захоронения в земле, пробудится к жизни.
В большинстве мест, где принята пятидневная рабочая неделя, пятница — последний рабочий день перед выходными и поэтому рассматривается как повод расслабиться в предвкушении отдыха («пятничный синдром»). В США про пятницу говорят «TGIF» — от «Thank God It’s Friday» («Слава Господу, уже пятница!»). В последние годы в некоторых сферах служащим разрешают по пятницам носить менее парадную одежду, что получило название «День джинсов» или Casual Friday.
Русская поговорка про человека, который постоянно меняет свои решения: «У него семь пятниц на неделе». Если из-под верхней одежды виднеется нижняя, то иногда используется шутливая поговорка: «из-под пятницы суббота». На современных развлекательных Интернет-ресурсах и блогах получило широкое распространение слово «пятнично» в значении «позитивно».
Согласно тайскому солнечному календарю, с пятницей связан синий цвет.

## Пятница, тринадцатое

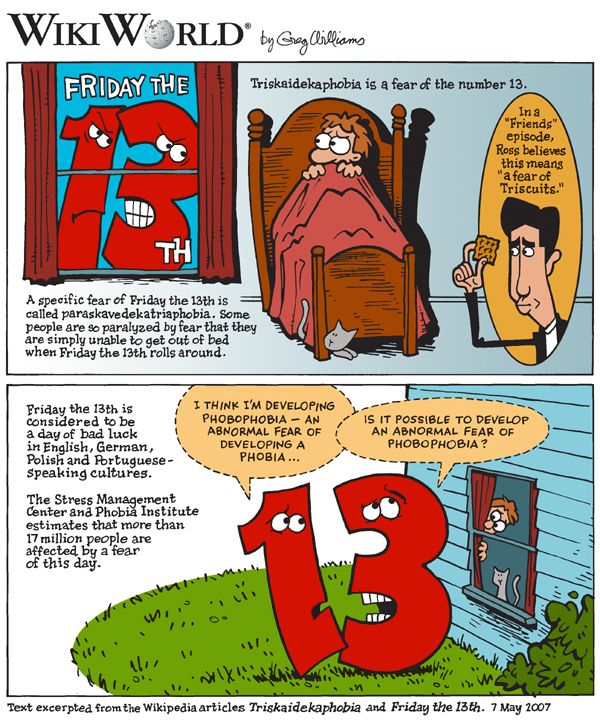
Комикс о параскаведекатриафобии

Суеверие принадлежит к современным городским легендам, получившим популярность благодаря СМИ. Также суеверие связано с массовыми арестами представителей ордена тамплиеров (пятница 13 октября 1307 года).
Когда пятница выпадает на тринадцатое число месяца, то у некоторых людей, подверженных предрассудкам, может вызывать тревогу. Одним людям кажется, что в пятницу тринадцатого их будут преследовать сплошные неудачи, другие связывают этот день с увеличенной активностью злых духов. Примерно 20 лет назад этому коллективному бессознательному страху американский психолог Дональд Досси придумал специальный термин параскаведекатриафобия. По результатам его исследований, в этот день Америка теряет 900 млн долларов за счёт спада производительности.
С математической точки зрения, особенностью современного григорианского календаря с его системой високосных лет является несколько большая вероятность того, что именно 13-й день из любого месяца выпадет в пятницу, чем в любой из других шести дней недели. Эта вероятность больше всего лишь на 0,3 %.

## Сказание о двенадцати пятницах
Популярный в прошлом апокриф «Сказание о двенадцати пятницах» отразил народные представления о христианстве. Согласно произведению, по пятницам происходили важнейшие трагические или грозные события в священной истории: изгнание Адама из рая (6 марта); убийство Каином Авеля; затопление (!), а не сожжение как в Библии, Содома и Гоморры; казни египетские; потопление Моисеем египтян в Красном море; захват Иерусалима Халдеями; избиение Иродом младенцев в Вифлееме; убийство Иоанна Крестителя; распятие Иисуса Христа. Также приводятся легендарные события, относимые к пятнице, но не связанные с Библией: поставление киота пророка Иеремии до Второго пришествия; захват «агарянами» обширных земель и бегство многих жителей на Крит; захват «измаильтянами» многочисленных стран на 73 года.
На основании «Сказания» в русском простонародье все пятницы разделялись на заветные (обетные) и временные (именные). Временных пятниц (согласно перечисленным в «Сказании») в году было двенадцать: Рождественская, Крещенская, Сретенская, Благовещенская, Троицкая, Ильинская и т. д. В случае засухи, неурожая и по другим причинам люди давали обет поститься и не работать по пятницам. Такие пятницы назывались заветными.
«Сказание о двенадцати пятницах» и суеверное почитание их существовало и в других европейских странах.
Славяно-русские списки данного апокрифа имеются в двух редакциях — Элевферьевской и Климентовской. Первая известна только по славянским рукописям, вторая — по русским и европейским рукописям и по русским духовным стихам. Разница между обеими редакциями заключается в распределении пятниц относительно больших праздников и в том, что в Элевферьевской преобладают воспоминания ветхозаветные, в Климентовской — новозаветные. Подробному рассмотрению «Сказанию о двенадцати пятницах» посвящено ценное исследование А. Веселовского: «Сказание о двенадцати пятницах».
Поэт-монах Климентий Зиновьев писал о черниговских литвинах, что они, по древним языческим обычаям работали в воскресенье, а отдыхали в пятницу.

## Пятница как мифический персонаж

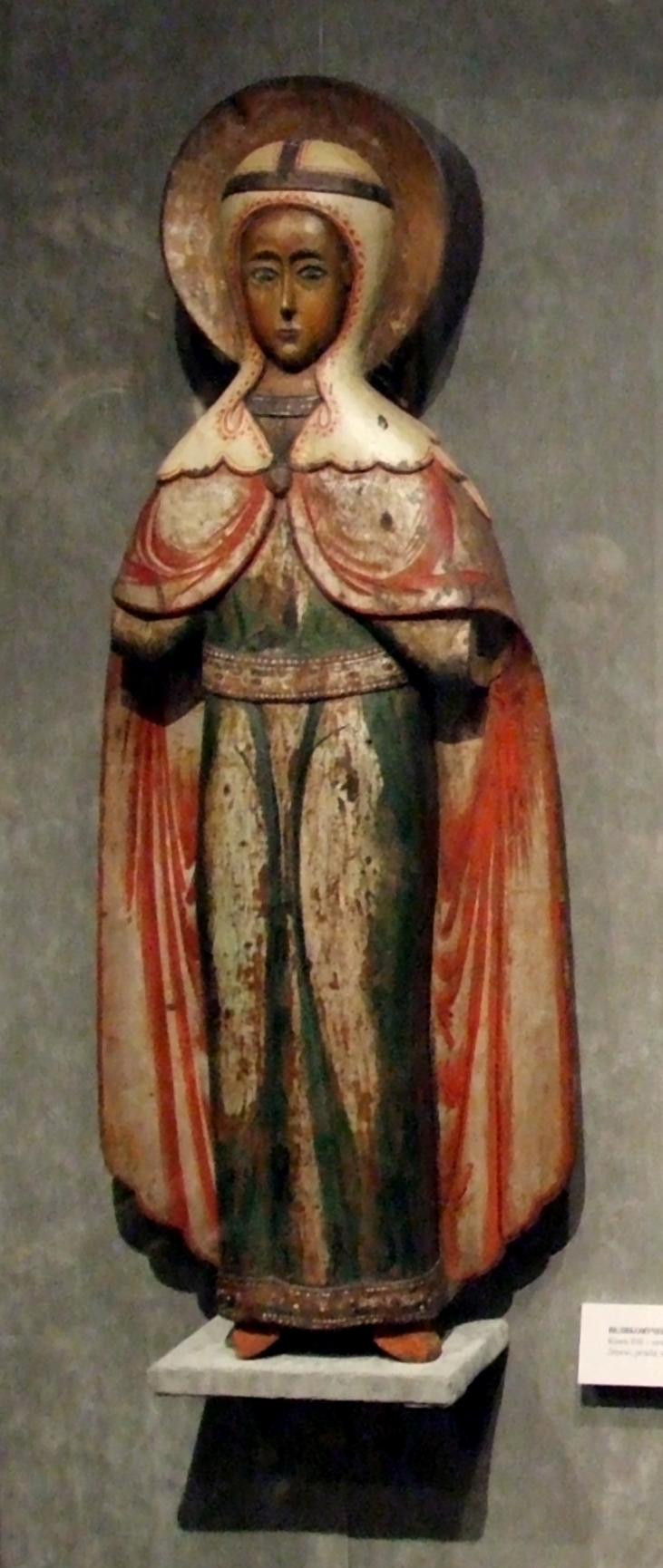
Статуэтка святой Параскевы, персонифицированный образ «Пятницы», кон XVII-нач XVIII вв. (Музей Андрея Рублёва)

Олицетворением пятничного дня в народе являлась святая мученица Параскева (по-гречески Παρασκευη — пятница). В старинных месяцесловах при имени святой Параскевы упоминается и название Пятница; в азбуковниках прямо толковалось, что «Парасковия» значит «пяток». В представлении народа Пятница часто является особой святой, память которой празднуется вместе со святой Параскевой («святая Пятница бывает на святую Параскеву»). Церкви, посвящённые Параскеве, до сих пор называются «Пятницкими».
Святая Параскева Пятница, по народным представлениям, ходит по земле, следит за соблюдением своего дня, наказывает тех, кто не исполняет запретов, задаёт им непосильные работы. По украинским сказаниям, Пятница ходит вся исцарапанная, истыканная веретёнами, благодаря тем, кто в пятницу чесал волосы или прял. Представление о Пятнице, как о христианской святой, осложнялось в народе под влиянием древних языческих верований; Пятница, на чей образ, вероятно, наложилось представление о языческой богине Мокоши, представлялась покровительницей свадеб и рождений, подательницей плодородия. К помощи святой Пятнице прибегали девицы с молитвой о женихе; к Пятнице обращались в заговорах, имеющих целью обеспечить успех жатвы; под икону Параскевы Пятницы крестьяне клали плоды урожая и хранили их как залог урожая будущего. Считалось, что молитвы в честь святой Пятницы помогают от болезней; написанные на бумаге, они имеют значение талисманов.
В пятницу служили молебны в случае засухи, дождя, угрожающего посевам, падежей, моровой язвы. Празднование пятницы сопровождалось очень часто различными языческими обрядами и играми, на что встречаются указания в Стоглаве и в Духовном Регламенте.
Чересчур усердные в пятницу пряхи преследовались и на Западе, причём роль карающей Параскевы Пятницы играет здесь Берта, являющаяся олицетворением святок. А лицом, олицетворяющим пятницу, являлась святая Венера, вполне тождественная российской Параскеве; жития этих двух святых имеют много сходных черт.

## События, связанные с пятницей
- Сочетание Чёрная пятница относится к любому из нескольких исторических бедствий, которые происходили по пятницам.
- Чёрной пятницей в США называют пятницу, следующую за Днём Благодарения. С неё начинается традиционный рождественский сезон распродаж.

## Пятница в именах и названиях
- Пятница — имя собственное персонажа романа Даниэля Дефо «Робинзон Крузо», туземца, и героини романа «Пятница, которая убивает» фантаста Роберта Хайнлайна — шпионки и тренированного убийцы Пятницы Джонс.
- Группа The Cure посвятила пятнице одну из самых известных своих песен — Friday I’m In love.
- «POETS day» («День поэта») является фразой с акронимом, который используют рабочие Великобритании и Австралии, чтобы шутливо выразить своё отношение к пятнице как последнему дню рабочей недели. Акроним обычно расшифровывается: «Piss Off Early Tomorrow’s Saturday» (по смыслу: «плевать на всё, завтра суббота»)[21].
- Чёрная пятница — название рассказа А. Н. Толстого.
- 5'Nizza — украинский музыкальный дуэт, исполнявший песни в стиле регги и фанк.
- Пятница! — российский телеканал